# 사천시·남해군·하동군
사천시·남해군·하동군은 대한민국의 국회의원 선거구이다. 경상남도 사천시, 남해군, 하동군을 관할한다. 현 지역구 국회의원은  국민의힘의 서천호이다.

## 역사
대한민국 제19대 국회의원 선거를 앞두고 사천시 선거구와 남해군·하동군 선거구가 통합됨에 따라 신설되었다.

## 관할 구역
| 대수  | 관할 구역                           |
| ----- | ----------------------------------- |
| 19대~ | 사천시 일원 남해군 일원 하동군 일원 |

## 역대 국회의원
| 선거   | 정당 | 정당       | 의원   |
| ------ | ---- | ---------- | ------ |
| 2012년 |      | 새누리당   | 여상규 |
| 2016년 |      | 새누리당   | 여상규 |
| 2020년 |      | 미래통합당 | 하영제 |
| 2024년 |      | 국민의힘   | 서천호 |

## 역대 선거 결과

### 대한민국 제19대 국회의원 선거
|  | 50.30% |

|  | 24.57% |

|  | 24.05% |

|  | 1.06% |

### 대한민국 제20대 국회의원 선거
|  | 54.83% |

|  | 32.51% |

|  | 12.65% |

### 대한민국 제21대 국회의원 선거
|  | 59.59% |

|  | 37.61% |

|  | 1.81% |

|  | 0.97% |

### 대한민국 제22대 국회의원 선거
|  | 55.58% |

|  | 32.33% |

|  | 12.07% |